# 義無反顧
《義無反顧》是香港亞洲電視2006年自制剧集，故事圍繞着「如果有天理，為何殺人者逍遙法外？如果講道義，為何無辜者身陷囹圄？」為主題，演員包括葉德嫻、譚耀文、郭藹明、曾江、羅家英以及備受重用吳亭欣等人主演。此剧是劉愷威加盟亞洲電視後的「處子作」。監製為鄭偉文與劉國輝、製作人為楊紹鴻。
本劇由快潔洗衣液冠名贊助、故稱《快潔洗衣液係列特約：義無反顧》。

## 角色
| 演員   | 角色                          | 職業 |
| 譚耀文 | 錢志剛                        | 大律師/電訊集團總經理 林芷欣之夫 錢志靜之兄 陈辉煌的义兄 |
| 葉德嫻 | 陳巧兒 （70年代由黃璦瑤飾演） | 粥品小販、粥品店老闆娘 葉輝煌之母 錢志剛與錢志靜之養母 第40集为陳輝煌拔下维持器而使其身亡，最终在精神病院度过余生 |
| 劉愷威 | 葉輝煌/陳輝煌                 | 大律師/上市集團總經理 陳巧兒之子 張家琪之夫 身患肌肉萎缩症 第29集與錢保榮爭執並將其誤推下山崖致其失救而死 第32集害死張海滔 第34集以藥物唆使錢志靜刺死張家豪 第38集病情恶化 第40集派人打傷冼偉民并誤殺他，于同一集向錢志剛懺悔，最终因陳巧兒拔下维持器而身亡 |
| 郭藹明 | 林芷欣                        | 大律師 錢志剛之妻 第39集被陳輝煌派人綁架後失踪 |
| 曾 江  | 張海滔                        | 上市集團主席 張家豪之父 第32集被陳輝煌害死 |
| 劉綽琪 | 張家琪                        | 雜誌美術設計 葉輝煌之妻 張海滔之女 第39集因流产身亡 |
| 潘志文 | 葉仲賢 年青由翟鋒飾演         | 律政處檢控官 |
| 海俊傑 | 張家豪                        | 上市公司總裁 張海滔之子 於第34集誤被錢志靜刺死 |
| 吳亭欣 | 錢志靜                        | 邊青社工 錢志剛之妹 於第34集被陳輝煌以藥物指使刺死張家豪 |
| 羅家英 | 錢保榮 70年代由何華超飾演     | 富商司機/終身監禁囚犯 於第29集與葉輝煌爭執並被其誤推下山崖致失救而死 |
| 鮑起靜 | 林蘇小英                      | 家庭主婦 林勝之妻 林芷欣之母 |
| 江美儀 | 趙美蘭∕何嬌                   | 熟食小販／粥品店員工 |
| 劉錫賢 | 冼偉民                        | 事務律師／律師行老闆 於第40集被陳輝煌派人打傷並被其誤殺 |
| 梁皓楷 | 王展威                        | 富商司機 |
| 鄭恕峰 | 林 勝                         | 散工／病態賭徒 林蘇小英之夫 林芷欣之父 一度与林芷欣关系不和，后和好 |
| 曾瑋明 | 鍾世鈞                        | 有期徒刑囚犯／電訊集團主席 |

## 收視
以下為該劇於亞洲電視首播之收視紀錄(20/11/2006-12/01/2007)星期一至五：
| 週次 | 日期                    | 平均收視 |
| ---- | ----------------------- | -------- |
| 1    | 2006年11月20日-11月24日 | 4點      |
| 2    | 2006年11月27日-12月1日  | 3點      |
| 3    | 2006年12月4日-12月8日   | 3點      |
| 4    | 2006年12月11日-12月15日 | 3點      |
| 5    | 2006年12月18日-12月22日 | 4點      |
| 6    | 2006年12月25日-12月29日 | 4點      |
| 7    | 2007年1月1日-1月5日     | 4點      |
| 8    | 2007年1月8日-1月12日    | 5點      |

## 外部連結
- 亞洲電視官方網頁 - 義無反顧

## 電視節目的變遷
| 上一套： -- | aTV 本港台凌晨劇集時段重播劇集 義無反顧 2009年7月13日-8月13日 00:20-02:05 | 下一套： 我和殭屍有個約會 8月14日- 00:20-02:05 |